# وینستن شارپلز
وینستن شارپلز (انگلیسی: Winston Sharples؛ ۱ مارس ۱۹۰۹ – ۳ آوریل ۱۹۷۸) آهنگساز اهل ایالات متحده آمریکا بود.
از فیلم‌ها یا مجموعه‌های تلویزیونی که وی در آن‌ها نقش داشته است، می‌توان به گربه کلوندایک و سفرهای گالیور اشاره نمود.